# Carmet (Kalifornija)
Carmet je naseljeno područje za statističke svrhe u američkoj saveznoj državi Kalifornija. Prema popisu stanovništva iz 2010. u njemu je živjelo 47 stanovnika.